# Phaeoceros
Phaeoceros é um género de plantas não vasculares pertencente à família Notothyladaceae, divisão Anthocerotophyta.

## Espécies
- Phaeoceros bulbiculosus (Brot.) Prosk.
- Phaeoceros dichotomus
- Phaeoceros evanidus
- Phaeoceros hallii (Austin) Prosk.
- Phaeoceros laevis (L.) Prosk.
- Phaeoceros laevis subsp. carolinianus (Michx.) Prosk.
- Phaeoceros mohrii (Austin) Hässel
- Phaeoceros novazealandicus
- Phaeoceros pearsonii (M. Howe) Prosk.
- Phaeoceros striatisporus J. Haseg.
- Phaeoceros tjipanasanus